# استشراق جديد
الاستشراق الجديد (بالإنجليزية: Neo-orientalism)‏ هو فئة من التجسيدات الحديثة للتفكير الاستشراقي. يُستخدم مصطلح الاستشراق الجديد عمومًا في الأدبيات الأكاديمية لانتقاد المواقف الغربية تجاه الإسلام والعالم الإسلامي بعد أحداث 11 سبتمبر.
على الرغم من أن مصطلح الاستشراق الجديد يمثل تغييرا عن الاستشراق الكلاسيكي، إلا أن المفهومين يشتركان في أوجه التشابه. على سبيل المثال، يتم انتقاد الاستشراق الجديد، مثل الاستشراق، باعتباره "متجانسًا وجامعًا ويعتمد على منطق ثنائي، ويقوم على افتراض التفوق الأخلاقي والثقافي على الآخر الشرقي"، وفقًا لمبارك التويجي (Mubarak Altwaiji) وعلي بهداد (Ali Behdad) وجولييت ويليامز (Juliet A. Williams). وبالتالي ينبغي فهم الاستشراق الجديد على أنه "مُكمِّل لأنماط التمثيل الاستشراقي الدائمة".
ومع ذلك، يحتفظ الاستشراق الجديد أيضًا بخصائص مميزة عن سابقه. وفقا لبهداد وويليامز مرة أخرى، "أولا، في حين أن المستشرقين الكلاسيكيين كانوا عادة من الذكور الأوروبيين من العلماء وعلماء اللغة والكتاب والفنانين المعروفين، فإن المستشرقين الجدد يميلون إلى أن يكونوا رعايا شرق أوسطيين عاديين الذين يفرضون أصالتهم على أنفسهم ويفرضون تفويضا على خطاباتهم. ومع ذلك، فإن المستشرقين ليسوا مجرد "مخبرين محليين" أو "مثقفين كومبرادوريين"... بل هم نساء ورجال في الشرق الأوسط يستخدمون ذاتيتهم الأصلية وفاعليتهم المكتشفة حديثًا في الغرب لجعل الروايات المتحيزة عن المنطقة تبدو أكثر موثوقية. ثانياً، على النقيض من تفضيل الاستشراق الكلاسيكي الواضح للاهتمامات اللغوية والثقافية والشكلية على الاهتمامات الأيديولوجية، يتميز الاستشراق الجديد بالاستثمار غير الاعتذاري في سياسات الشرق الأوسط والتعامل معها.
علاوة على ذلك، وعلى عكس الاستشراق الكلاسيكي، لا يبدو أن لهذا المصطلح تعريفًا متفقًا عليه من قبل المؤلفين والعلماء. على سبيل المثال، قام ماجد نواز بتعديل المصطلح لانتقاد مركز قانون الحاجة الجنوبي لإضافة اسمه إلى قائمة من الشخصيات العامة التي يزعم أنها متطرفة مناهضة للمسلمين.
وأخيرا، على عكس الاستشراق الكلاسيكي، الذي يعمل بمثابة نهج نقدي لتمثيل الثقافة الشرقية في مجملها، يبدو أن الحوار الحالي بشأن الاستشراق الجديد يركز على البلدان ذات الأغلبية المسلمة، وعلى وجه الخصوص، الشرق الأوسط وشمال إفريقيا.